# Lynsay Sands
Lynsay Sands (* in Leamington (Ontario)) ist eine kanadische Autorin. Sie verfasst sowohl historische, als auch übernatürliche Geschichten, die von ihrem speziellen Humor geprägt sind. Am bekanntesten ist sie wohl für ihre Reihe über die Familie Argeneau, eine moderne Vampirfamilie. Für ihre über 30 Bücher hat sie mehrere Auszeichnungen erhalten.

## Leben
Lynsay Sands wuchs im Süden Ontarios auf. Bevor sie das College besuchte, schickte Sands ein Manuskript an Harlequin Enterprises. Als sie in einer Antwort aufgefordert wurde, es umzuschreiben und alles andere was sie noch geschrieben habe, an den Verlag zu schicken, verstand sie dies als Ablehnung. Sie begann ein Studium an der Windsor-Universität und arbeitete nebenbei. Lynsay Sands veröffentlichte ihr erstes Buch The Deed (deutscher Titel: Nächte der Leidenschaft) 1997. Sands hat für 3 Verlage geschrieben: HarperCollin, Dorchester und Kensington. Ihre Bücher waren in den Bestsellerlisten von „the Waldenbooks“, Barnes & Noble, USA Today and The New York Times.

## Werke
Die Argeneau- und Vampirjägerreihe
Wikiseite zu Die Argeneau- und Vampirjägerreihe
| Band | deutscher Titel                                                   | Erscheinungsdatum  | englischer Originaltitel                                                            | Erscheinungsdatum Originaltitel          |
| ---- | ----------------------------------------------------------------- | ------------------ | ----------------------------------------------------------------------------------- | ---------------------------------------- |
| 01   | Eine Vampirin auf Abwegen                                         | 2009               | A Quick Bite                                                                        | November 2005                            |
| 02   | Verliebt in einen Vampir                                          | 2008               | Love Bites                                                                          | Januar 2004, Neuauflage März 2009        |
| 03   | Ein Vampir zum Vernaschen                                         | 2008               | Single White Vampire                                                                | September 2003, Neuauflage November 2008 |
| 04   | Immer Ärger mit Vampiren                                          | 2009               | Tall, Dark & Hungry                                                                 | Juli 2004                                |
| 05   | Vampire haben’s auch nicht leicht                                 | 2009               | A Bite To Remember                                                                  | Juni 2006                                |
| 06   | Ein Vampir für gewisse Stunden                                    | 2009               | Bite Me If You Can                                                                  | Februar 2007                             |
| 07   | Ein Vampir und Gentleman                                          | 2010               | The Accidental Vampire                                                              | Januar 2008                              |
| 08   | Wer will schon einen Vampir?                                      | 2010               | Vampires Are Forever                                                                | Februar 2008                             |
| 09   | Vampire sind die beste Medizin                                    | 2010               | Vampire, Interrupted                                                                | März 2008                                |
| 10   | Im siebten Himmel mit einem Vampir                                | März 2011          | The Rogue Hunter                                                                    | September 2008                           |
| 11   | Vampire und andere Katastrophen                                   | August 2011        | The Immortal Hunter                                                                 | März 2009                                |
| 12   | Vampire küsst man nicht                                           | Januar 2012        | The Renegade Hunter                                                                 | September 2009                           |
| 13   | Vampir zu verschenken                                             | Juli 2012          | Born To Bite                                                                        | August 2010                              |
| 13.5 | Ein Vampir für jede Jahreszeit – Ein Vampir zum Valentinstag      | April 2013         | „Vampire Valentine“ ‒ Bitten By Cupid (Sammelband mit Pamela Palmer und Jaime Rush) | Januar 2010                              |
| 14   | Vampir à la carte                                                 | November 2012      | Hungry For You                                                                      | November 2010                            |
| 15   | Rendezvous mit einem Vampir                                       | Juli 2013          | The Reluctant Vampire                                                               | Mai 2011                                 |
| 15.5 | Ein Vampir für jede Jahreszeit – Ein Vampir unterm Weihnachtsbaum | April 2013         | „The Gift“ ‒ The Bite Before Christmas (Sammelband mit Jeaniene Frost)              | Oktober 2011                             |
| 16   | Der Vampir in meinem Bett                                         | Oktober 2013       | Under A Vampire Moon                                                                | April 2012                               |
| 17   | Ein Vampir für alle Sinne                                         | Februar 2014       | Lady Is A Vamp                                                                      | Juli 2012                                |
| 18   | Vampir verzweifelt gesucht                                        | August 2014        | Immortal Ever After                                                                 | Februar 2013                             |
| 19   | Ein Vampir für alle Lebenslagen                                   | Januar 2015        | One Lucky Vampire                                                                   | September 2013                           |
| 20   | Ein Vampir zur rechten Zeit                                       | Juni 2015          | Vampire Most Wanted                                                                 | Februar 2014                             |
| 21   | Ohne Vampir nichts los                                            | Dezember 2015      | The Immortal, Who Loved Me                                                          | Februar 2015                             |
| 22   | Tatsächlich Vampir                                                | August 2016        | About a Vampir                                                                      | September 2015                           |
| 23   | Ein Vampir im Handgepäck                                          | Februar 2017       | Runaway vampire                                                                     | Februar 2016                             |
| 24   | Frühstück mit Vampir                                              | 25. August 2017    | Immortal Nights                                                                     | September 2016                           |
| 25   | Ran an den Vampir                                                 | 23. Februar 2018   | Immortal Unchained                                                                  | März 2017                                |
| 26   | Vampir für dich                                                   | 31. August 2018    | Immortally Yours                                                                    | September 2017                           |
| 27   | Was der Vampir begehrt                                            | 29. März 2019      | Twice Bitten                                                                        | März 2018                                |
| 28   | Und ewig lockt der Vampir                                         | 30. September 2019 | Vampires Like It Hot                                                                | September 2018                           |

Historische Werke
Einzelbände
| deutscher Titel                        | Erscheinungsdatum                                | englischer Originaltitel | Erscheinungsdatum Originaltitel        |
| -------------------------------------- | ------------------------------------------------ | ------------------------ | -------------------------------------- |
| Zärtliches Spiel mit dem Feuer         | Oktober 2005                                     | The Switch               | August 1999, Neuauflage Februar 2007   |
| Stürmische Nächte mit einem Highlander | März 2016                                        | Sweet Revenge            | Februar 2000, Neuauflage November 2014 |
| Was deine Blicke mir versprechen       | 1. Auflage Februar 2004, 2. Auflage Oktober 2004 | Always                   | Juli 2000                              |
| Piraten-Lady                           | –                                                | Lady Pirate              | Januar 2001                            |
| Im Bann des stürmischen Eroberers      | August 2014                                      | Bliss                    | September 2001                         |
| –                                      | –                                                | The Reluctant Reformer   | Februar 2002                           |
| Wie Fackeln im Sturm                   | September 2008                                   | What She Wants           | September 2002                         |
| In den Armen des Ritters               | Oktober 2015                                     | The Perfect Wife         | September 2005                         |
| Liebe auf den zweiten Blick            | Januar 2013                                      | Love Is Blind            | August 2006                            |
| Eine Braut von stürmischer Natur       | Juni 2013                                        | The Brat                 | Mai 2007                               |

The-Deed-Reihe
| Band | deutscher Titel                       | Erscheinungsdatum | englischer Originaltitel | Erscheinungsdatum Originaltitel        |
| ---- | ------------------------------------- | ----------------- | ------------------------ | -------------------------------------- |
| 01   | Nächte der Leidenschaft               | Oktober 2002      | The Deed                 | April 1997, Neuauflage September 2011  |
| 02   | Das Geheimnis des goldenen Schlüssels | Juni 2007         | The Key                  | Februar 1999, Neuauflage Dezember 2012 |
| 03   | Die Jungfrau aus den Highlands        | Februar 2014      | The Chase                | November 2004                          |

Die Devil-of-the-Highlands-Reihe
| Band | deutscher Titel                      | Erscheinungsdatum | englischer Originaltitel       | Erscheinungsdatum Originaltitel |
| ---- | ------------------------------------ | ----------------- | ------------------------------ | ------------------------------- |
| 01   | Der Teufel und die Lady              | März 2012         | Devil of the Highlands         | Januar 2009                     |
| 02   | Die Braut aus den Highlands          | August 2012       | Taming the Highland Bride      | Januar 2010                     |
| 03   | Der Highlander und sein wilder Engel | März 2013         | The Hellion And The Highlander | Februar 2010                    |

Die Madison-Schwestern-Reihe
| Band | deutscher Titel                 | Erscheinungsdatum | englischer Originaltitel | Erscheinungsdatum Originaltitel |
| ---- | ------------------------------- | ----------------- | ------------------------ | ------------------------------- |
| 01   | Ein Earl kommt selten allein    | Dezember 2013     | The Countess             | Januar 2011                     |
| 02   | Ein Lord mit gewissen Vorzügen  | Januar 2016       | The Heiress              | Februar 2011                    |
| 03   | Wie angelt man sich einen Lord? | Oktober 2016      | The Husband Hunt         | Februar 2012                    |

Highlander-Reihe
| Band | deutscher Titel                 | Erscheinungsdatum | englischer Originaltitel     | Erscheinungsdatum Originaltitel |
| ---- | ------------------------------- | ----------------- | ---------------------------- | ------------------------------- |
| 01   | Die Braut des Schotten          | Mai 2014          | An English Bride in Scotland | Juni 2013                       |
| 02   | Mein rebellischer Highlander    | Mai 2015          | To Marry a Scottish Laird    | Juni 2014                       |
| 03   | Meine ungezähmte Highland-Braut | September 2016    | The Highlander takes a Bride | Juli 2015                       |
| 04   | Ein Highlander zur rechten Zeit | Januar 2018       | Falling for the Highlander   | Januar 2017                     |
| 05   | Ein Highlander zu Diensten      | November 2018     | Surrender to the Highlander  | Januar 2018                     |
| 06   | Der Eid des Highlanders         | Juni 2019         | The Highlanders Promise      | Juni 2018                       |
| 07   | Ein Highlander auf Abwegen      | Dezember 2019     | The Wrong Highlander         | Februar 2019                    |
| 08   | Ein Highlander in Nöten         | Juli 2020         | Hunting for a Highlander     | Januar 2020                     |
| 09   | Ein Highlander für alle Fälle   | April 2021        | Highland Treasure            | Januar 2021                     |
| 10   | Der Sieg des Highlanders        | Januar 2022       | Highland Wolf                | Januar 2022                     |

zeitgenössische Werke
| deutscher Titel              | Erscheinungsdatum | englischer Originaltitel | Erscheinungsdatum Originaltitel      |
| ---------------------------- | ----------------- | ------------------------ | ------------------------------------ |
| Mit Herz und scharfen Kurven | April 2015        | The Loving Daylights     | April 2003, Neuauflage Dezember 2014 |

Sammelbände
| deutscher Titel        | Erscheinungsdatum | englischer Originaltitel | Erscheinungsdatum Originaltitel |
| ---------------------- | ----------------- | ------------------------ | ------------------------------- |
| –                      | –                 | The French Hens          | Oktober 1999                    |
| –                      | –                 | The Eternal Highlander   | Oktober 1999                    |
| –                      | –                 | The Fairy Godmother      | Oktober 2000                    |
| (K)ein Bund fürs Leben | April 2013        | A Mother’s Way           | März 2002                       |
| –                      | –                 | His Immortal Embrace     | September 2003                  |
| –                      | –                 | All I Want               | Oktober 2003                    |
| –                      | –                 | Dates From Hell          | März 2006                       |
| –                      | –                 | My Immortal Highlander   | September 2006                  |
| –                      | –                 | Highland Thirst          | September 2007                  |
| –                      | –                 | Holidays Are Hell        | November 2007                   |